# Michaela Morasch
Maria Anna Michaela Morasch OSB (* 16. Februar 1758 in Wolnzach, Kurfürstentum Bayern als Maria Anna Juliana Morasch; † 23. Mai 1826 in Eichstätt, Königreich Bayern) war eine deutsche Äbtissin.
Morasch war die Tochter des Kaufmanns und Wolzacher Stadtrates Johann Michael Morasch und seiner zweiten Frau Maria Katharina Baumstängl. Sie begleitete ihren Vater und erwarb dadurch Kenntnisse in Buchführung und Geschäftsangeleigenheiten.
Im September 1777 trat sie in die Benediktinerinnenabtei St. Walburg in Eichstätt ein. Gegenüber dem Eichstätter Weihbischof Franz Heinrich Wendelin von Kageneck legte sie am 18. Oktober 1778 die einfache Profess ab. Bis 1798 war die Kastnerin der Abtei. Der Eichstätter Fürstbischof Joseph von Stubenberg ordnete aufgrund der politischen Situation eine vorgezogene Äbtissinnenwahl bereits drei Wochen nach dem Tod von Antonie von Heugel an. Am 30. Januar 1799 wurde Morasch einstimmig zur neuen Äbtissin gewählt und am 4. Februar 1899 erfolgte die Bestätigung. Felix von Stubenberg, Weihbischof in Eichstätt, spendete ihr am 5. Juni 1799 die Äbtissinnenweihe.
In ihrer Amtszeit fanden die Koalitionskriege statt. Am 21. Juli 1800 brachte sie sich auf Befehl des Fürstbischofs nach Cronheim bei Gunzenhausen vor den französischen Truppen in Sicherheit. Am 21. Juli 1800 brachte sie sich auf Befehl des Fürstbischofs nach Cronheim bei Gunzenhausen vor den französischen Truppen in Sicherheit. 1806 wurde das Kloster säkularisiert und am 11. März 1806 an das Königreich Bayern übergeben. Morasch wurde von der Klosterkommission zur Administratorin ernannt. Am 3. September 1806 wurde das Kloster aufgehoben. Ihr gelang es, die Vertreibung der Nonnen zu verhindern. Am 23. Mai 1826 brach sie auf dem Weg zur Chorkapelle zusammen und starb an Herzversagen. Die Wiedererrichtung des Klosters am 7. Juni 1835 erlebte sie nicht mehr.